# Pedicularis integrifolia
Pedicularis integrifolia är en snyltrotsväxtart. Pedicularis integrifolia ingår i släktet spiror, och familjen snyltrotsväxter. Utöver nominatformen finns också underarten P. i. integerrima.